# Mikrokreditfonds Deutschland
Mit dem Mikrokreditfonds Deutschland möchte die Bundesregierung für Kleinstunternehmen und Gründungen den Zugang zu Kapital verbessern. Der Fonds hat ein Volumen von 100 Mio. Euro aus dem Bundeshaushalt sowie aus dem Europäischen Sozialfonds. Zum Aufbau eines flächendeckenden Mikrokreditangebots in Deutschland wurden Privatbanken beauftragt, die mit Mikrofinanzinstituten und dem Deutschen Mikrofinanz-Institut kooperieren. Es wurden bis Ende 2012 64 Mikrokredit-Finanzierer akkreditiert, bei denen es sich überwiegend um private Organisationen und gemeinnützige Einrichtungen der Gründungsförderung handelt. Bis 2015[veraltet] sollen über 15.000 Mikrokredite vergeben werden.
Der Fonds fördert den entsprechenden Aufbau von Mikrofinanzinstituten. Außerdem sichert er die Mikrokredite ab, so dass die betreibende GRENKE BANK AG die Kreditempfehlungen der Mikrofinanzinstitute umsetzen kann.

## Geschichte
Im Jahr 2000 wurde der erste Mikrokreditfonds aufgelegt, getragen durch GLS Gemeinschaftsbank, das Land Brandenburg und der Gründungswerkstatt Enterprise, die seit 1999 junge Gründer bei ihrer Existenzgründung berät. Es folgten ähnliche Mikrokreditfonds in fünf weiteren Regionen. Die lokalen Projekte wurden 2004 durch die Gründung des Deutschen Mikrofinanzinstitutes sowie des bar Mikrofinanzfonds gebündelt. KfW,  Bundesministerium für Arbeit und Soziales (BMAS) und Bundesministerium für Wirtschaft und Technologie investierten in den Mikrofinanzfonds Deutschland. Zwischen 2005 und 2009 wurden mehr als 5000 Kredite vergeben. Das Kreditvolumen betrug mehr als 3 Mio. Euro; die Ausfallquote betrug 2,8 % in Relation zu den Kredittilgungen. 2009 schrieb das BMAS den neuen Mikrokreditfonds Deutschland aus, um die Kreditvergabe deutlich auszuweiten.
Im Jahr darauf war die Erhöhung der Anzahl der Mikrofinanzinstitute von 10 auf über 40 geplant, 35 wurden erreicht. Es wurden 1750 Kredite gewährt. Am 6. April begann eine neue Aufnahmerunde für interessierte Organisationen zur Kreditvergabe ab Ende 2011. Im Jahr 2011 wurde mit der Volksbank Mittelhessen auch erstmals eine Bank zum Mikrofinanzinstitut. Der Mikrokreditfonds wurde 2015 mit der Grenke Bank als neuem Kooperationspartner verlängert.[veraltet]

## Aktivitäten des Fonds
Der Fonds erwirtschaftet Erträge, aus denen die Kostenerstattungen für die GRENKE BANK AG für die Koordinierung des Programms, die Kostenerstattungen für die Kreditvergabe sowie die Kreditausfälle ausgeglichen werden, so sie nicht im Rahmen einer Haftungsregelung von den Mikrofinanzinstituten getragen werden. Er bezahlt Gratifikationen und Stückentgelte an die Mikrofinanzinstitute und fordert von ihnen bei Kreditausfällen vorrangig Haftungszahlungen (First-Loss-Haftung). Erst darüber hinaus tritt der Mikrokreditfonds in die Haftung ein.